# Associação de Comitês Olímpicos Nacionais da África
A Associação de Comitês Olímpicos Nacionais da África (ANOCA) é uma organização internacional que reúne os 54 Comitês Olímpicos Nacionais da África.

## Filiados
Na tabela abaixo, o ano em que o CON foi reconhecido pelo COI também é dado se for diferente do ano de criação do CON.
| Nação                              | CON                                                      | Criação   | Ref. |
| ---------------------------------- | -------------------------------------------------------- | --------- | ---- |
| ALG Argélia                        | Comité Olympique Algérien                                | 1963/1964 |      |
| ANG Angola                         | Comité Olímpico Angolano                                 | 1979/1980 |      |
| BEN Benim                          | Comité National Olympique et Sportif Béninois            | 1962      |      |
| BOT Botsuana                       | Botswana National Olympic Committee                      | 1978/1980 |      |
| BUR Burquina Fasso                 | Comité National Olympique et des Sports Burkinabè        | 1965/1972 |      |
| BDI Burundi                        | Comité National Olympique du Burundi                     | 1990/1993 |      |
| CMR Camarões                       | Comité National Olympique et Sportif du Cameroun         | 1963      |      |
| CPV Cabo Verde                     | Comité Olímpico Cabo-verdiano                            | 1989/1993 |      |
| CAF República Centro-Africana      | Comité National Olympique et Sportif Centrafricain       | 1964/1965 |      |
| CHA Chade                          | Comité Olympique et Sportif Tchadien                     | 1963/1964 |      |
| COM Comores                        | Comité Olympique et Sportif des Iles Comores             | 1979/1993 |      |
| CGO Congo                          | Comité National Olympique et Sportif Congolais           | 1964      |      |
| CIV Costa do Marfim                | Comité National Olympique de Côte d'Ivoire               | 1962/1963 |      |
| COD República Democrática do Congo | Comité Olympique Congolais                               | 1963/1968 |      |
| DJI Djibuti                        | Comité National Olympique Djiboutien                     | 1983/1984 |      |
| EGY Egito                          | Egyptian Olympic Committee                               | 1910      |      |
| GEQ Guiné Equatorial               | Comité National Olympique Equato-Guinéen                 | 1980/1984 |      |
| ERI Eritreia                       | Eritrean National Olympic Committee                      | 1996/1999 |      |
| ETH Etiópia                        | Ethiopian Olympic Committee                              | 1948/1954 |      |
| GAB Gabão                          | Comité Olympique Gabonais                                | 1965/1968 |      |
| GAM Gâmbia                         | Gambia National Olympic Committee                        | 1972/1976 |      |
| GHA Gana                           | Ghana Olympic Committee                                  | 1952      |      |
| GUI Guiné                          | Comité National Olympique et Sportif Guinéen             | 1964/1965 |      |
| GBS Guiné-Bissau                   | Comité Olímpico da Guiné-Bissau                          | 1992/1995 |      |
| KEN Quênia                         | National Olympic Committee Kenya                         | 1955      |      |
| LES Lesoto                         | Lesotho National Olympic Committee                       | 1971/1972 |      |
| LBR Libéria                        | Liberia National Olympic Committee                       | 1954/1955 |      |
| LBA Líbia                          | Libyan Olympic Committee                                 | 1962/1963 |      |
| MAD Madagascar                     | Comité Olympique Malgache                                | 1963/1964 |      |
| MAW Malawi                         | Olympic and Commonwealth Games Association of Malawi     | 1968      |      |
| MLI Mali                           | Comité National Olympique et Sportif du Mali             | 1962/1963 |      |
| MTN Mauritânia                     | Comité National Olympique et Sportif Mauritanien         | 1962/1979 |      |
| MRI Maurício                       | Mauritius Olympic Committee                              | 1971/1972 |      |
| MAR Marrocos                       | Comité Olympique Marocain                                | 1959      |      |
| MOZ Moçambique                     | Comité Olímpico Nacional de Moçambique                   | 1979      |      |
| NAM Namíbia                        | Namibian National Olympic Committee                      | 1990/1991 |      |
| NIG Níger                          | Comité Olympique et Sportif National du Niger            | 1964      |      |
| NGR Nigéria                        | Nigeria Olympic Committee                                | 1951      |      |
| RWA Ruanda                         | Comité National Olympique et Sportif du Rwanda           | 1984      |      |
| STP São Tomé e Príncipe            | Comité Olímpico de São Tomé e Príncipe                   | 1979/1993 |      |
| SEN Senegal                        | Comité National Olympique et Sportif Sénégalais          | 1961/1963 |      |
| SEY Seicheles                      | Seychelles Olympic and Commonwealth Games Association    | 1979      |      |
| SLE Serra Leoa                     | National Olympic Committee of Sierra Leone               | 1964      |      |
| SOM Somália                        | Somali Olympic Committee                                 | 1959/1972 |      |
| RSA África do Sul                  | South African Sports Confederation and Olympic Committee | 1991      |      |
| SUD Sudão                          | Sudan Olympic Committee                                  | 1956/1959 |      |
| SSD Sudão do Sul                   | South Sudan Olympic Committee                            | 2015      |      |
| SWZ Essuatíni                      | Swaziland Olympic and Commonwealth Games Association     | 1971/1972 |      |
| TAN Tanzânia                       | Tanzania Olympic Committee                               | 1968      |      |
| TOG Togo                           | Comité National Olympique Togolais                       | 1963/1965 |      |
| TUN Tunísia                        | Comité National Olympique Tunisien                       | 1957      |      |
| UGA Uganda                         | Uganda Olympic Committee                                 | 1950/1956 |      |
| ZAM Zâmbia                         | National Olympic Committee of Zambia                     | 1964      |      |
| ZIM Zimbabwe                       | Zimbabwe Olympic Committee                               | 1934/1980 |      |

## Torneio Continental
- Jogos Pan-Africanos